# 纜車入口停留場
纜車入口站停留場（日语：／ Rōpuuei-iriguchi teiryūjō */?）是位於北海道札幌市中央區的札幌市交通局（札幌市電車）山鼻西線的電車站。車站位於福住桑園通及環狀通的十字路口（南19條西14丁目）北面。由本站向西行500米可到達藻岩山纜車的「藻岩山麓站」（もいわ山麓駅），因而以「纜車入口」作為站名。

## 歷史
- 1931年（昭和6年）11月7日 - 以南19条站之名開始營業（單線）。
- 1948年（昭和23年）期間 - 改稱為西線19条站。
- 1951年（昭和26年）10月5日 - 雙線化。
- 1954年（昭和29年）11月 - 改稱為郵政研修所前站。
- 1963年（昭和38年） - 改稱為纜車入口站（ロープウェー入口）。
- 2001年（平成13年）4月1日 - 稍微修改車站名的日文拼音方式，成為「（ロープウェイ入口）」。

## 車站構造
車站屬於2面2線的側式月台。十字路口的北面為往薄野方向、南面為往西4丁目方向的月台，並且設有安全區域。安全區域設置地面融雪系統及有蓋月台。

## 車站周邊
- 藻岩山纜車山麓站
- 日本郵政北海道郵政研修所
- 札幌市立伏見小學
- JR北海道巴士．JOTETSU 巴士「纜車前」站

## 相鄰停留場
札幌市交通局（札幌市電）
山鼻西線
西線16條（SC09）－纜車入口（SC10）－電車事業所前（SC11）

## 外部連結
- 札幌市交通局（日文）